# 外接円

内接多角形 P の外接円 C および外心 O

初等幾何学における多角形の外接円（がいせつえん、英: circumscribed circle, circumcircle）は、その多角形の全ての頂点を通る円をいう。外接円の中心を外心 (circumcenter) といい、その半径を外接半径 (circumradius) という。
外接円を持つ多角形は、円内接多角形 (inscribed polygon), cyclic polygon (輪状多角形) あるいは、そのすべての頂点が同一円周上にある（つまり、共円である）ことにより共円多角形 (concyclic polygon)などと呼ばれる。任意の正単純多角形や任意の等脚台形、任意の三角形、任意の長方形は共円多角形の例となる。
よく似た概念の一つに最小包含円 (minimum bounding circle) があり、これはその多角形を完全に含む最小の円をいう。（多角形のすべての頂点が同一円周上にある必要はないことより）必ずしも任意の多角形に外接円が存在するとは限らないが、任意の多角形は最小包含円をただ一つ持つ（それを線形時間で構成するアルゴリズムがある）。多角形が外接円を持つ場合であっても、外接円と最小包含円が一致するとは限らない。例えば鈍角三角形の最小包含円は最長辺を直径とする円で、これは最長辺の対角の頂点を通らない。

## 三角形の外接円

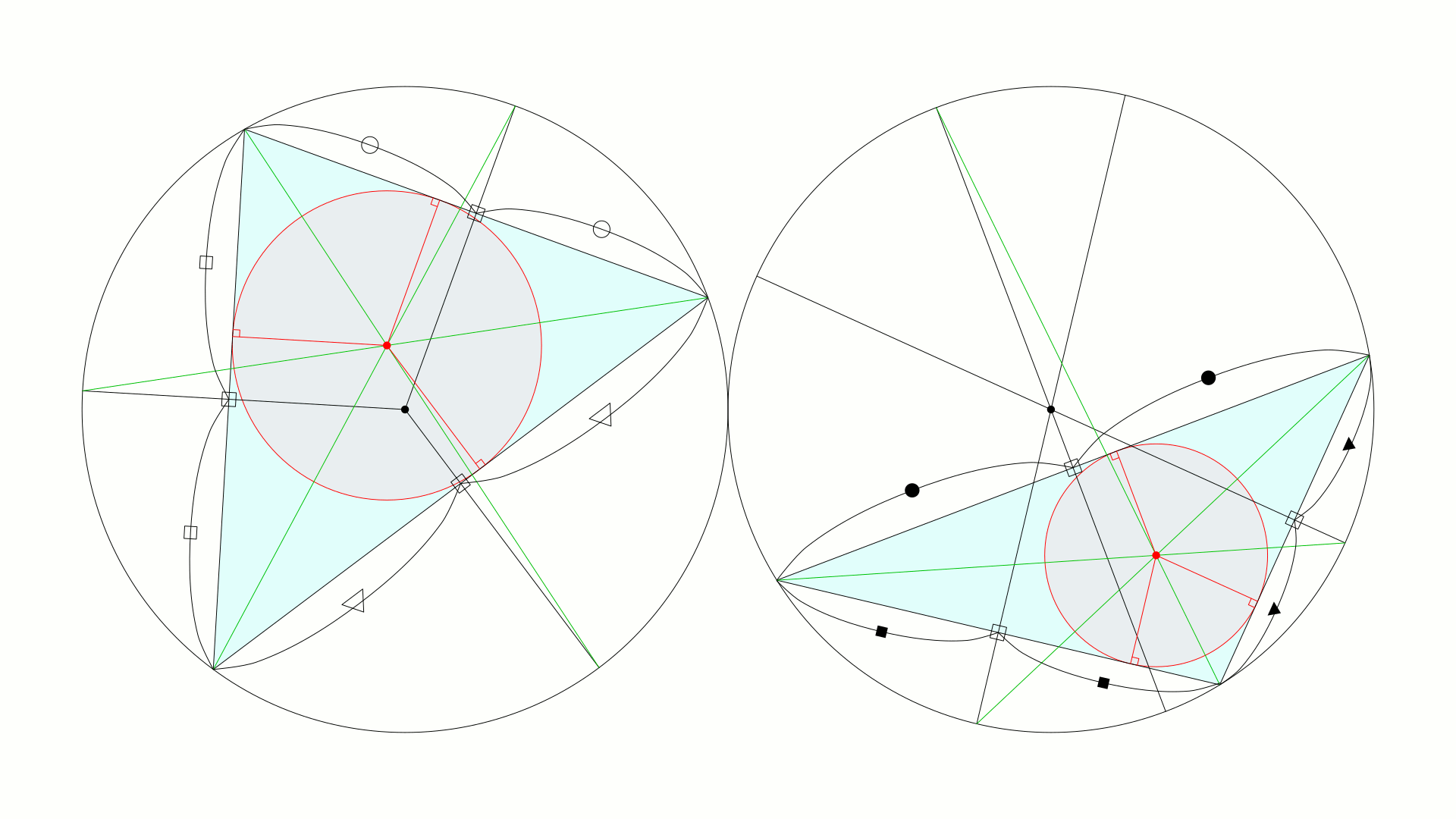
三角形において、ある頂点と、その対辺の垂直二等分線の延長線上にある外接円(円周)との交点（対辺からみて三角形の外側の方）を結ぶ直線は、
その頂点の内角を二等分する直線となっている。（図中に緑の直線で示される。それらの交点は当該三角形の内接円の中心となっている。）

すべての三角形には外接円が存在する。三角形の外心は、3つの辺の垂直二等分線が交わる点である。
航海において、三角形の外接円は方位磁針が使用できない状況で六分儀を利用して位置を割り出すのに使用されることがある。
鋭角三角形の外心は三角形の内部にあり、鈍角三角形の外心は三角形の外部にある。直角三角形の外心は斜辺の中点である。
外接円の直径は、辺の長さとその辺に対する頂点の角度から求めることができる。これを正弦定理という。
三角形の外心はその三角形の重心・垂心と同じ直線上にある。この直線をオイラー線という。三角形の九点円の半径は、外接円の半径の半分である。

### 外接円の式
直交座標系における外接円の式は行列式を用いて以下のように表すことができる。
{\displaystyle \det {\begin{vmatrix}v^{2}&v_{x}&v_{y}&1\\A^{2}&A_{x}&A_{y}&1\\B^{2}&B_{x}&B_{y}&1\\C^{2}&C_{x}&C_{y}&1\end{vmatrix}}=0}
ここで、A, B, C は各頂点を表す。この式を満たす v の集合が外接円となる（A2 = Ax2 + Ay2 とする）。

### 外心の位置
外心を三線座標で表すと、{\displaystyle \left(\cos(\alpha ),\cos(\beta ),\cos(\gamma )\right)}となる:19。ここで、α,β,γ は3つの角の大きさとする。重心座標で表すと、{\displaystyle \left(\sin(2\alpha ),\sin(2\beta ),\sin(2\gamma )\right)} 又は {\displaystyle \left(a^{2}(-a^{2}+b^{2}+c^{2}),\;b^{2}(a^{2}-b^{2}+c^{2}),\;c^{2}(a^{2}+b^{2}-c^{2})\right)}となる。{\displaystyle a,b,c} は3つの辺の長さである。
各頂点の位置ベクトルを{\displaystyle A,B,C}、対辺の長さを {\displaystyle a,b,c} とすると、外心の位置ベクトル {\displaystyle U} は次式で表される。
{\displaystyle U={\frac {a^{2}(b^{2}+c^{2}-a^{2})A+b^{2}(c^{2}+a^{2}-b^{2})B+c^{2}(a^{2}+b^{2}-c^{2})C}{a^{2}(b^{2}+c^{2}-a^{2})+b^{2}(c^{2}+a^{2}-b^{2})+c^{2}(a^{2}+b^{2}-c^{2})}}.}
この式の分母は、三角形の面積を {\displaystyle S}　とすると、{\displaystyle 16S^{2}}に等しい。

### 外接円の半径
外接円の半径は以下のような式で表される。
{\displaystyle {\begin{aligned}R&={\frac {abc}{4{\sqrt {s(s-a)(s-b)(s-c)}}}}\\&={\frac {abc}{4rs}}\\&={\frac {r}{\cos A+\cos B+\cos C-1}}\end{aligned}}}
ここで、a,b,c は3辺の長さ、A,B,C は3つの角の大きさ、r は内接円の半径、s は半周長を意味する。

## 円に内接する四角形

円に内接する四角形

外接円を持つ四辺形

四角形が特定の条件—例えば対角が補角（互いに加えて180°あるいはπラジアン）となること—を満たすとき、円を外接させることができる。
これを満たす代表的な四角形として、長方形・等脚台形があげられる。
外接円の半径は
{\displaystyle R={\frac {1}{4}}{\sqrt {\frac {(ac+bd)(ad+bc)(ab+cd)}{(s-a)(s-b)(s-c)(s-d)}}}}
で表すことができる（ブラーマグプタの公式）。s は半周長である。
4つの辺の長さを a, b, c, d、対角線の長さを p, q とすると、ac + bd = pq が成り立つ（トレミーの定理）。
外接円と内接円の両方が存在する四角形を双心四角形という。

## 共円多角形
共円奇数角形の全ての角の角度が等しくなるための必要十分条件は、それが正多角形となることである。共円偶数角形の全ての角の角度が等しくなるための必要十分条件は、辺の長さが交互に等しい（つまり、各辺に対しそれに隣接する二つの辺同士の長さが互いに等しい）ことである。
辺の長さと面積がすべて有理数となるような共円五角形はロビンスの五角形と呼ばれ、知られているすべての場合で対角線もすべて長さが有理数である。
偶数 n に対する任意の共円 n-角形について、その角を交互に二つの組に分けるとき、それぞれの組に属する角の和をとればそれらは互いに等しい（「奇数番目の角の和」＝「偶数番目の角の和」）。このことは n = 4 の場合から数学的帰納法で証明することができる。帰納のステップでは、一つの辺に新たな三つの辺に取り換えて、もとの辺と加えた三辺が同じ条件を満たす四辺形を成すようにできることに注意する（そのとき、得られた四辺形の交互の角は、もともとの n-角形の交互の角の和にそれぞれ加えられるが、それら和が互いに等しいことは変わらない）。
一つの n-角形 X が円 C に内接し、別の n 角形 Y が先の n-角形 X の各頂点で接するように円 C に外接しているものとする。このとき円 C 上の任意の点 P から多角形 X の各辺に引いた垂線の長さの総乗は P から多角形 Y の各辺に引いた垂線の長さの総乗に等しい:p. 72。

## 注